# العلاقات الإسواتينية الكورية الشمالية
العلاقات الإسواتينية الكورية الشمالية هي العلاقات الثنائية التي تجمع بين إسواتيني وكوريا الشمالية.

## مقارنة بين البلدين
هذه مقارنة عامة ومرجعية للدولتين:
| وجه المقارنة                                              | إسواتيني                                   | كوريا الشمالية                        |
| --------------------------------------------------------- | ------------------------------------------ | ------------------------------------- |
| المساحة (كم2)                                             | 17.36 ألف                                  | 120.54 ألف                            |
| عدد السكان (نسمة)                                         | 1.37 مليون                                 | 25.49 مليون                           |
| الكثافة السكانية (ن./كم²)                                 | 78.92                                      | 211.47                                |
| العاصمة                                                   | لوبامبا، مبابان                            | بيونغيانغ                             |
| اللغة الرسمية                                             | لغة إنجليزية، لغة سوازي                    | لغة كوريا الشمالية القياسية ‏          |
| العملة                                                    | ليلانغيني سوازيلندي                        | وون كوري شمالي                        |
| الناتج المحلي الإجمالي (بليون دولار)                      | 4.41 مليار                                 |                                       |
| الناتج المحلي الإجمالي (تعادل القوة الشرائية) بليون دولار | 11.13 مليار                                |                                       |
| الناتج المحلي الإجمالي الاسمي للفرد دولار أمريكي          | 3.20 ألف                                   |                                       |
| الناتج المحلي الإجمالي للفرد دولار أمريكي                 | 8.29 ألف                                   |                                       |
| مؤشر التنمية البشرية                                      | 0.531                                      |                                       |
| رمز المكالمات الدولي                                      | +268                                       | +850                                  |
| رمز الإنترنت                                              | .sz                                        | .kp                                   |
| المنطقة الزمنية                                           | التوقيت القياسي لجنوب أفريقيا، ت ع م+02:00 | ت ع م+08:30، ت ع م+08:30، ت ع م+09:00 |

## منظمات دولية مشتركة
يشترك البلدان في عضوية مجموعة من المنظمات الدولية، منها:
| علم المنظمة | اسم المنظمة              | تاريخ انضمام إسواتيني | تاريخ انضمام كوريا الشمالية |
| ----------- | ------------------------ | --------------------- | --------------------------- |
|             | يونسكو                   | 25 يناير 1978         | 18 أكتوبر 1974              |
|             | الاتحاد البريدي العالمي  | ?                     | ?                           |
|             | الأمم المتحدة            | 24 سبتمبر 1968        | 17 سبتمبر 1991              |
|             | الاتحاد الدولي للاتصالات | 11 نوفمبر 1970        | ?                           |

## وصلات خارجية
- موقع وزارة الخارجية الكورية الشمالية